# 駐日ハンガリー大使館

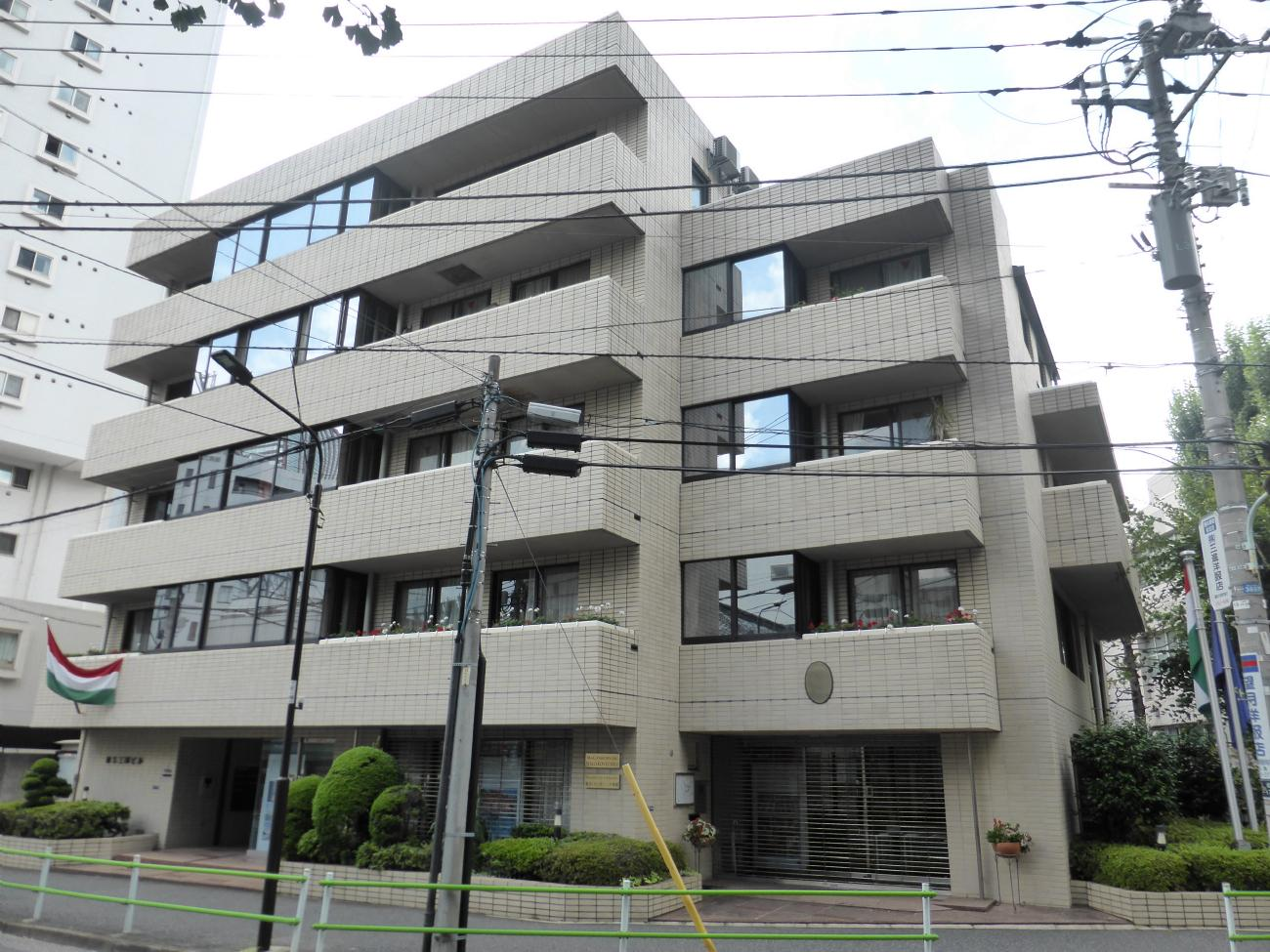
ハンガリー大使館全景

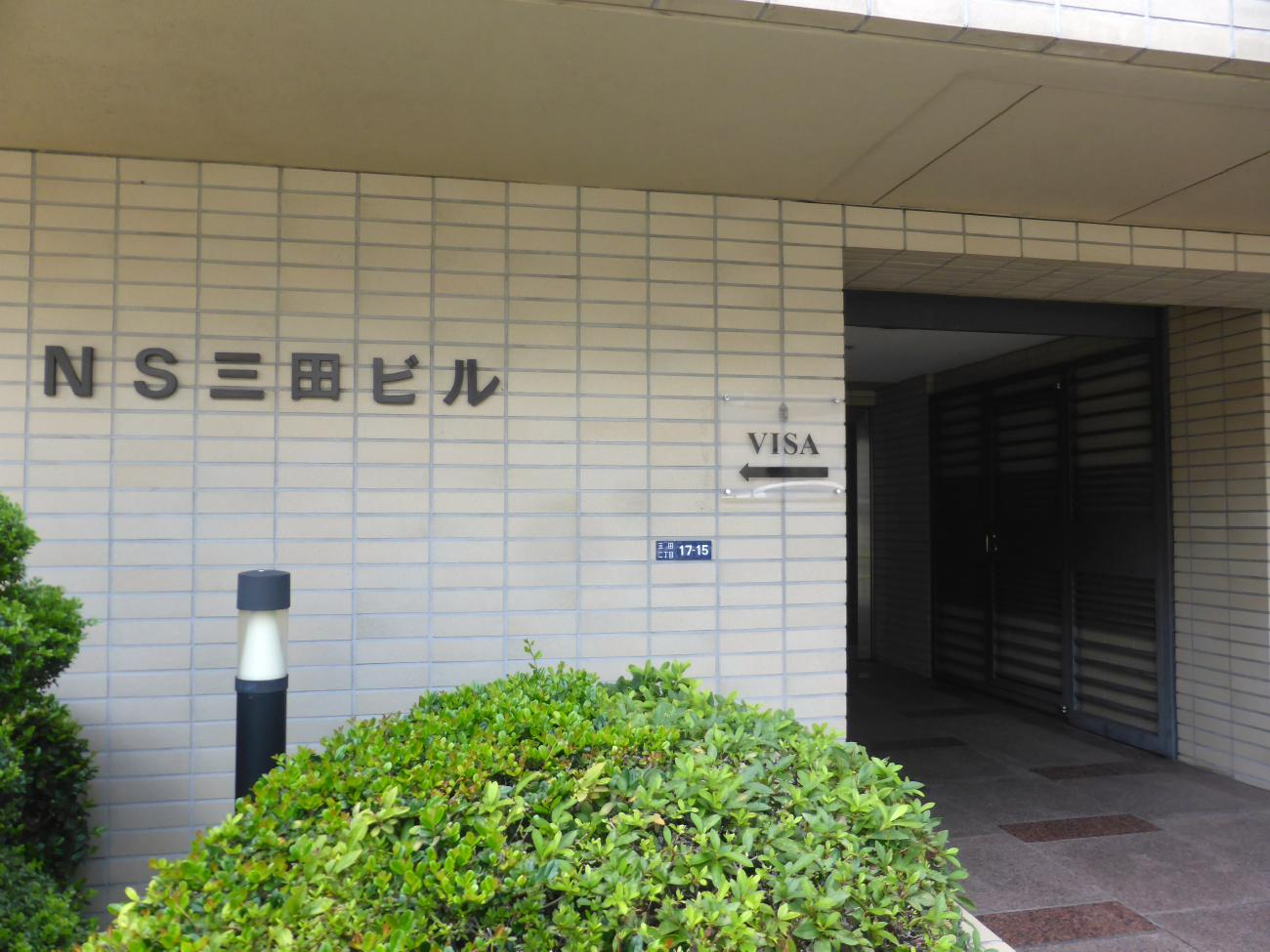
ハンガリー大使館は建物一棟借り上げ

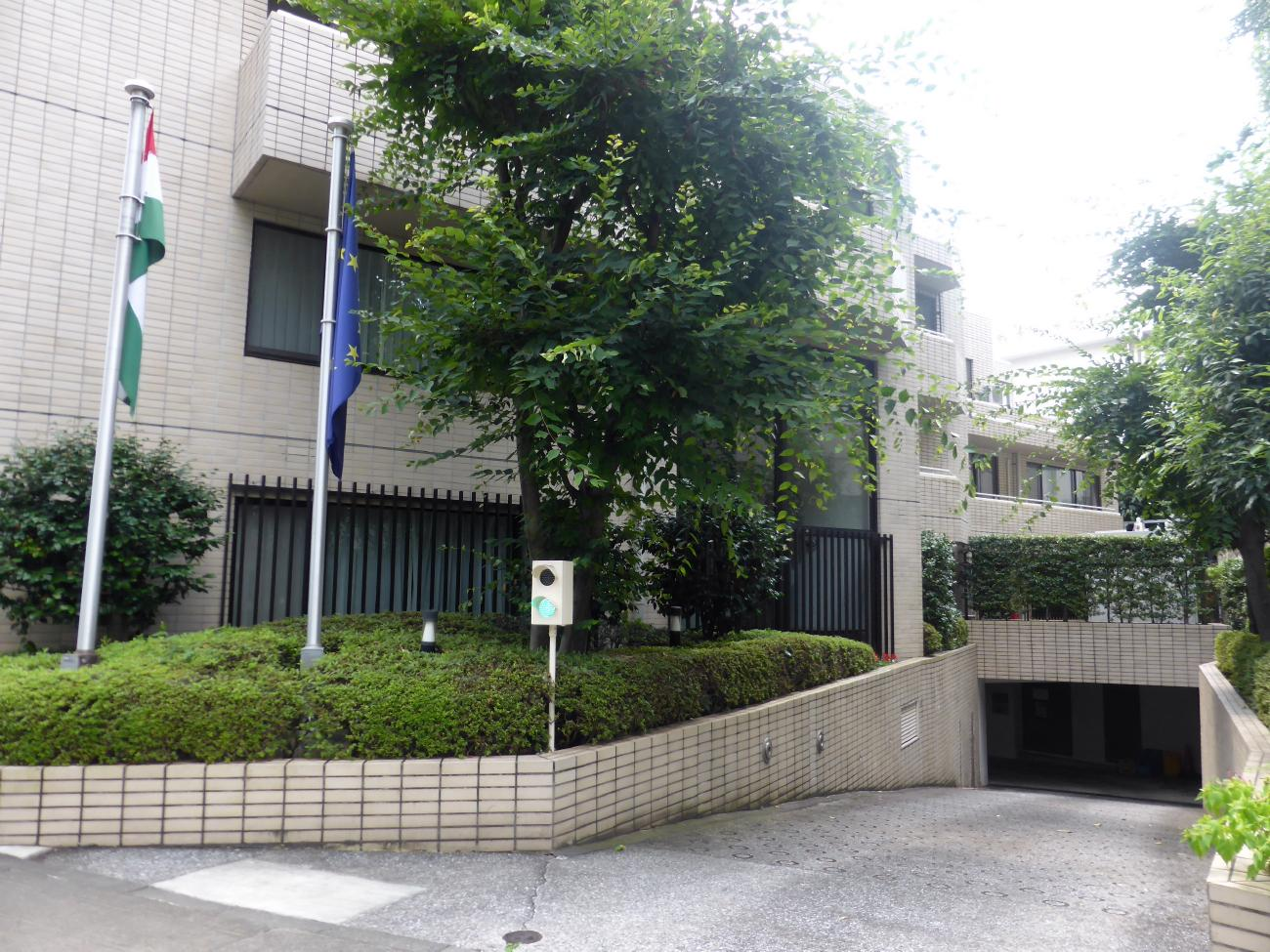
ハンガリー大使館駐車場入口

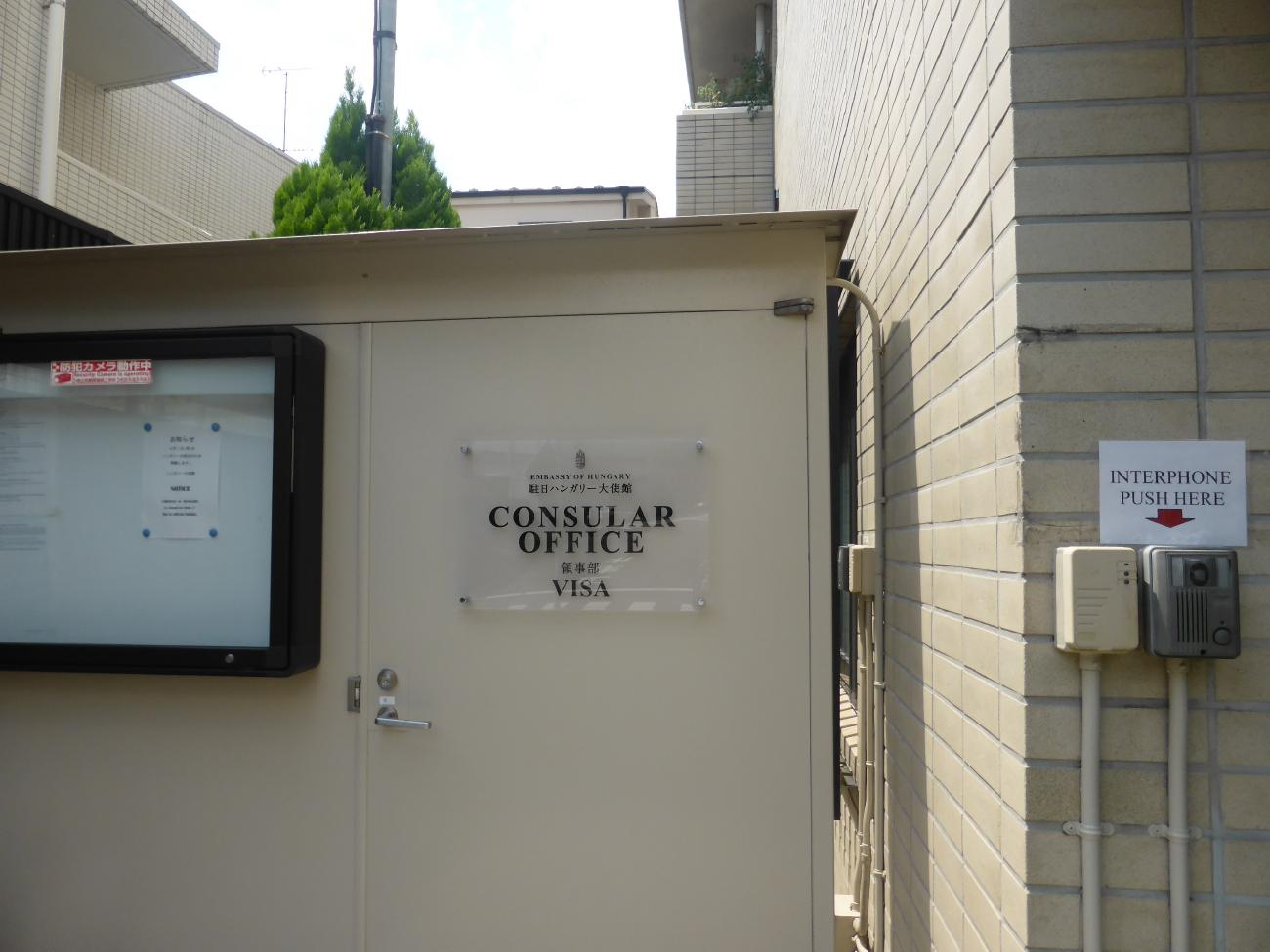
ハンガリー大使館領事部入口

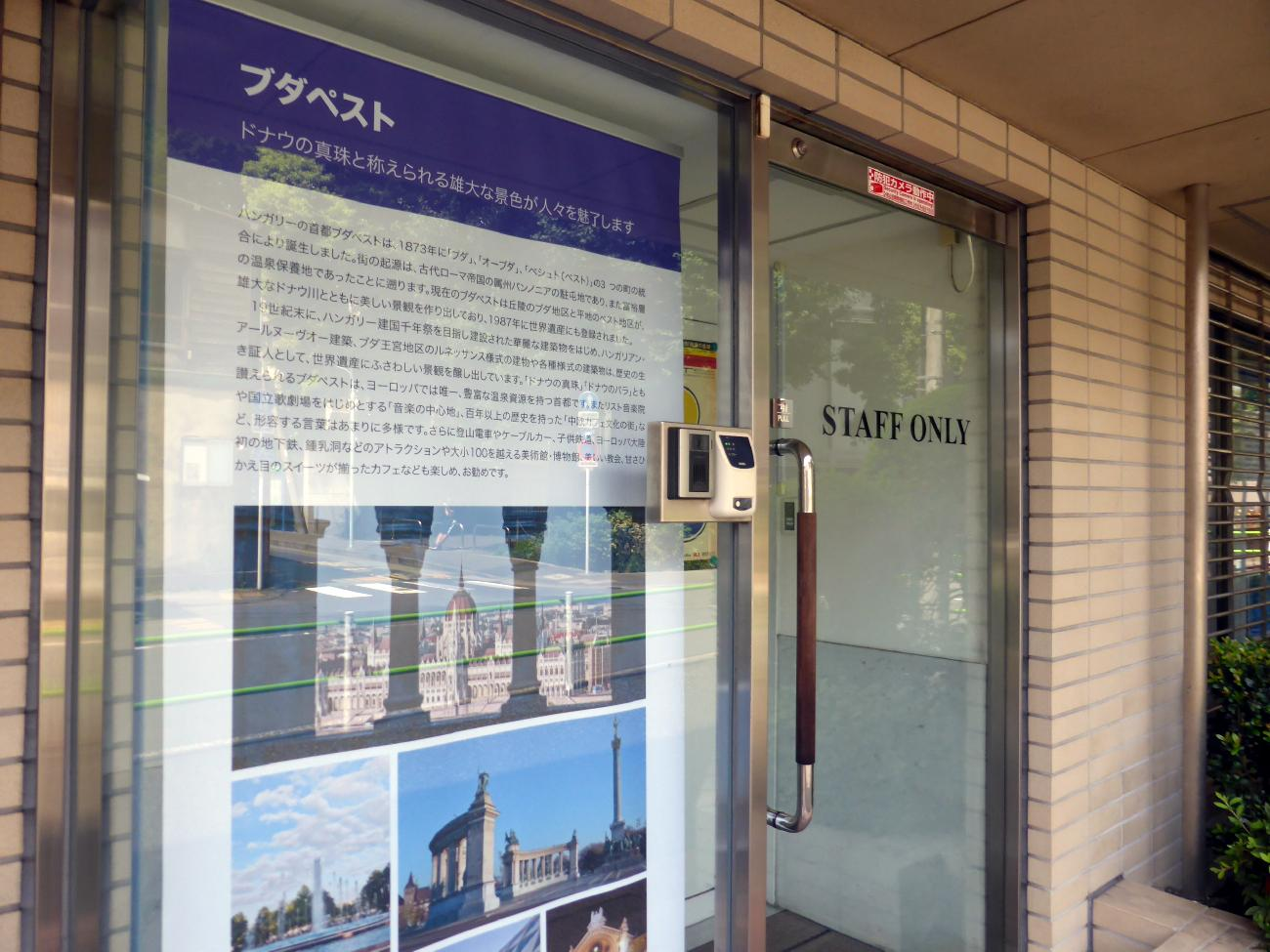
ブダペストの紹介

駐日ハンガリー大使館（ハンガリー語: Magyarország nagykövetsége Japánban、英語: Embassy of Hungary in Japan）は、ハンガリーが日本の首都東京に設置している大使館である。ハンガリー語では在東京ハンガリー大使館（ハンガリー語: Magyarország tokiói nagykövetsége、英語: Embassy of Hungary in Tokyo）と呼ばれることの方が多い。

## 沿革
1869年、遠路はるばる来日したオーストリア＝ハンガリー帝国の使節が日本との間に日墺洪修好通商航海条約を締結したことにより、日本とハンガリーの外交関係が始まった。国交樹立後、駐日オーストリア＝ハンガリー帝国公使館が東京に設置されたが、築地、木挽町、永田町、三田小山町（現・港区三田1丁目）、白金志田町（現・港区白金1丁目）、紀尾井町など移転を繰り返した。大日本帝国とオーストリア＝ハンガリー帝国の友好関係は、1914年に勃発した第一次世界大戦により終焉を迎えた。
第一次大戦後の1920年にハンガリー王国が成立し、翌1921年には日本とハンガリーの外交関係が再開した。戦間期から第二次世界大戦末期にかけては、現在の東京都渋谷区神山町47に相当する場所に駐日ハンガリー公使館（ハンガリー語: Magyarország követsége Japánban、英語: Legation of Hungary in Japan）が置かれていたが、大日本帝国が第二次大戦に敗北したことにより連合軍に接収され、両国間の公使交換も停止した。
日本とハンガリーが再独立した後の1959年8月29日、チェコスロバキア（当時）の首都プラハで国交回復文書が調印され、即日発効した。翌1960年に公使館が再開され、1964年には公使館が大使館に昇格した。
2019年は外交関係開設150周年の節目となる年であるが、この年の12月9日、駐日ハンガリー大使館による周年事業の認定事業一環としてハンガリー文化センター東京が新たに設置された。

## 所在地
- 住所: 〒108-0073　東京都港区三田2-17-14[9]
- アクセス: 都営浅草線/都営三田線 三田駅A3出口

## 大使
2023年12月27日より、オルネル＝バーリン・アンナが特命全権大使を務めている。